# Antoniówka (województwo podkarpackie)
Antoniówka – kolonia w Polsce położona w województwie podkarpackim, w powiecie stalowowolskim, w gminie Zaklików. Leży w pobliżu linii kolejowej Stalowa Wola Rozwadów-Kraśnik.
W latach 1975–1998 miejscowość administracyjnie należała do województwa tarnobrzeskiego.